# Axonový transport

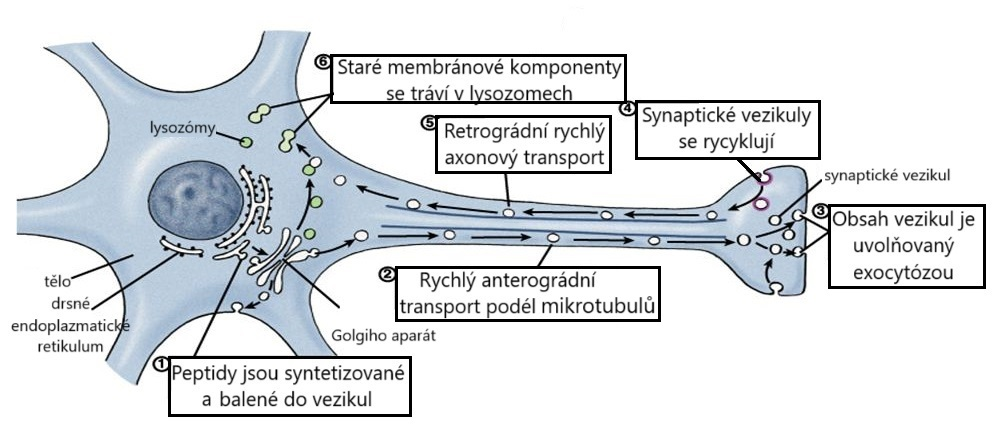
Popis rychlého axonálního transportu

Axonový transport, řidč. axoplazmický tok a axonální transport, je buněčný proces zodpovědný za pohyb mitochondrií, lipidů, synaptických vezikul, proteinů a ostatních buněčných částí (organel) z/do buněčného těla neuronu, prostřednictvím cytoplazmy jeho axonu (axoplazma). Protože některé axony jsou dlouhé v řádu metrů, neurony nemohou spoléhat na prostou difúzi produktů z jádra a organel do konce jejich axonů. Axonový transport je také zodpovědný za pohyb molekul určených k degradaci z axonu zpět do těla buňky, kde jsou zpracovány lysosomy.

Dynein, motorický protein zodpovědný za retrográdní axonový transport, nese vezikuly a další buněčné produkty směrem k buněčnému tělu neuronů. Jeho lehké řetězce se vážou na náklad, a jeho kulové hlavy regionů se vážou postupně na řadu mikrotubulí,

Pohyb směrem k soma (buněčnému tělu) se nazývá retrográdní (zpětný) transport a pohyb směrem k synapsi transport anterográdní (dopředný).

## Mechanismus
Drtivá většina axonových proteinů jsou syntetizovány v neuronálních buněčných  tělech a jsou přepravovány podél axonů. Některé mRNA translace probíhají  v axonech. K axonovému transportu dochází v průběhu života neuronu a je nezbytný pro jeho růst a přežití. Mikrotubuly (z tubulinu) běží po celé délce axonu a poskytují cytoskeletální stopu pro přepravu. Rychle rostoucí plus-konec je orientován směrem k synapsím a stabilnější minus-konec směrem k tělu Kinesin a dynein jsou motorové proteiny, které se pohybují náklad v anterográdní (dopředu od soma do axonálního výběžku) a retrográdní (zpět do somy). Motorové proteiny vážou a transportují několik různých nákladů včetně mitochondrií, cytoskeletálních polymerů, autofagosomů, a synaptických vezikul obsahující neurotransmitery.
Axonový transport může být rychlý nebo pomalý a anterográdní nebo retrográdní.

## Rychlý a pomalý transport
Vezikulární náklad se pohybuje relativně rychle (50–400 mm/den) vzhledem k tomu, že doprava rozpustných (cytosolových) a cytoskeletárních proteinů trvá mnohem déle ( méně než 8 mm/den). Základní mechanismus rychlého axonového transportu byl znám dávno, ale  mechanismus pomalého axonového transportu byl pochopen až v důsledku pokročilé zobrazovací techniky. Fluorescenční označovací techniky (např. fluorescenční mikroskopie) umožnily přímé vizualizace dopravy v živých neuronech. (Viz také: Anterográdní tracing.)
Nedávné studie odhalily, že pohyb cytoskeletálních „pomalých“ nákladů je skutečnosti rychlý, ale na rozdíl od rychlého náklad často „odpočívá“, takže celková tranzitní doba je mnohem delší. Tento mechanismus je známý jako „Stop and Go“ modelu pomalého axonového transportu a byl ověřen na přepravě neurofilament z cytoskeletálních proteinů. Pohyb rozpustných (cytosolových) nákladů je složitější, ale asi má podobný základ, při kterém se  rozpustné proteiny organizovat do multi-proteinových komplexů, které jsou pak dopravovány přechodnými interakcemi rychle.

## Anterográdní transport
Anterográdní (také „orthográdní“) transport  je pohyb molekul/organel ven, od těla buňky (také nazývané soma) do synapse nebo buněčné membrány.
Na anterográdní pohyb  nákladů (v transportních vezikulách) pro rychlé i pomalé komponenty podél mikrotubulové je zprostředkován kinesinem. Několik kinesinů byl prokázáno i u  pomalého transportu, i když mechanismus pro generování „pauzy“ v tranzitu je stále neznámý.

## Retrográdní transport
Retrográdní transport vede  molekuly a organely od axonálního zakončení  směrem k tělu buňky. Retrográdní axonální transport je zprostředkován cytoplazmatickým dyneinem, a je používán například k zaslání  chemických zpráv (trofické signály při axonálním poškození a produktů endocytóz do endolyzozomů z axonu zpátky do buňky. In vivo rychlost je  přibližně 2 µm/sec, rychlý retrográdní transport může pokrýt 10–20 centimetrů za den.

### MAP
Maps (microtubule associated proteins) jsou proteiny stabilizující mikrotubuly, neboť mikrotubuly jsou jinak velmi dynamickou strukturou, a regulují jejich polymerizaci a depolymerizaci. Další skupinou jsou MAP motory.

## Následky přerušení
Kdykoli axonální transport je inhibován nebo přerušen, normální fyziologie se stává patofyziologií, a nahromadění axoplasmy (axonální sferoid) může mít nepříznivý následek. Protože axonální transport může být narušen  mnoha způsoby, axonální sferoidy byly zjištěny u mnoha různých tříd nemocí, včetně genetických, traumatických, cévních, infekčních, toxických, degenerativních a  specifickém onemocněních bílé hmoty zvané leukoencefalopatie. Několik vzácných neurodegenerativních onemocnění jsou spojeny s genetickými mutacemi v motorových proteinech, kinesinu a dyneinu, a v těchto případech je pravděpodobné, že axonový transport je klíčovým hráčem při zprostředkování patologie. Nefunkční axonový transport je také spojen s neurodegenerativními onemocnění jako je Alzheimerova a Parkinsonova nemoc,v důsledku zjištění , že velké axonální akumulace jsou vždy vidět v postižených neuronech, a že geny hrající roli mají také role v normálním axonálním transportu. Zde je ale velmi málo přímých důkazů pro zapojení axonovém transportu v druhém onemocnění, a možná  další mechanismy (např. přímá synaptotoxicita) jsou více relevantní.
Protože axon je závislý na axoplazmickém toku životně důležitých bílkovin a materiálu, zranění jako  difúzní axonální poranění, která přeruší dopravu způsobí, že distální axon degeneruje v procesu zvaném Wallerianská degenerace. Léky na rakovinu , které zasahují rakovinné bujení , tím, že změní mikrotubuly (které jsou nezbytné pro buněčné dělení), poškodí nervy, protože mikrotubuly jsou nezbytné pro axonální transport.

## Infekce
Virus vztekliny se do centrálního nervového systému dostává zpětným (retrográdním) axoplazmickým tokem. Tetanový neurotoxin je přijat (internalizován) na nervosvalové ploténce prostřednictvím navázání na nidogenní (entactinové) proteiny a je retrográdně transportován směrem k soma v signalizačních endozomech.